# 2000 SG331
2000 SG331, também escrito como 2000 SG331, é um objeto transnetuniano que está localizado no Cinturão de Kuiper, uma região do Sistema Solar. Este corpo celeste é classificado como um cubewano. Ele possui uma magnitude absoluta (H) de 7,8 e, tem um diâmetro estimado de cerca de 121 km.

## Descoberta
2000 SG331 foi descoberto no dia 23 de setembro de 2000 pelo astrônomo B. Gladman.

## Órbita
A órbita de 2000 SG331 tem uma excentricidade de 0,000 e possui um semieixo maior de 44,158 UA. O seu periélio leva o mesmo a uma distância de 44,158 UA em relação ao Sol e seu afélio a 44,158 UA.